# Heteropterys jardimii
Heteropterys jardimii är en tvåhjärtbladig växtart som beskrevs av André M. Amorim. Heteropterys jardimii ingår i släktet Heteropterys och familjen Malpighiaceae. Inga underarter finns listade i Catalogue of Life.